# Agelasta griseonotata
Agelasta griseonotata là một loài bọ cánh cứng trong họ Cerambycidae.